# Leipejaure
Leipejaure är en sjö i Jokkmokks kommun i Lappland och ingår i Piteälvens huvudavrinningsområde. Sjön har en area på 0,602 kvadratkilometer och ligger 392 meter över havet. Leipejaure ligger i Piteälven Natura 2000-område.

## Delavrinningsområde
Leipejaure ingår i det delavrinningsområde (733575-167466) som SMHI kallar för Utloppet av Leipejaure. Medelhöjden är 426 meter över havet och ytan är 5,96 kvadratkilometer. Det finns inga avrinningsområden uppströms utan avrinningsområdet är högsta punkten. Vattendraget som avvattnar avrinningsområdet har biflödesordning 4, vilket innebär att vattnet flödar genom totalt 4 vattendrag innan det når havet efter 137 kilometer. Avrinningsområdet består mestadels av skog (79 procent) och sankmarker (11 procent). Avrinningsområdet har 0,6 kvadratkilometer vattenytor vilket ger det en sjöprocent på 10,1 procent.